# هاید پارک شمالی (ورمانت)
هاید پارک شمالی (به انگلیسی: North Hyde Park) یک منطقهٔ مسکونی در ایالات متحده آمریکا است که در شهرستان لامویلی، ورمانت واقع شده است. هاید پارک شمالی ۲۶۶٫۰۹ متر بالاتر از سطح دریا قرار دارد.